# Eggerland
Eggerland ( エッガーランド?) o Adventures of Lolo è una serie di videogiochi rompicapo sviluppata da HAL Laboratory.
Il primo titolo della serie è Eggerland Mystery, pubblicato nel 1985 per MSX, seguito da Eggerland 2 per MSX, MSX2 e Famicom. Dopo altri due videogiochi usciti solamente in Giappone per Famicom, la serie è stata pubblicata per Nintendo Entertainment System con il nome di Adventures of Lolo (Adventures of Lolo, Adventures of Lolo 2 e Adventures of Lolo 3). La saga comprende anche un Adventures of Lolo per Game Boy e Egger Land per Microsoft Windows. Diversi titoli sono inoltre disponibili per console Nintendo più recenti tramite Virtual Console.